# Янаґава-хан (Тікуґо)

Мон роду Танака

Мон роду Татібана

Янаґава-хан  (яп. 柳河藩, やながわはん) — хан в Японії, у провінції Тікуґо, регіоні Кюсю.

## Короткі відомості
- Адміністративний центр: місто Янаґава (сучасне місто Янаґава префектури Фукуока).

- Дохід:

320 000 коку протягом 1600—1620;
109 000 коку протягом 1620—1871.
- До 1620 управлявся родом Танака, що належав до тодзама і мав статус володаря провінції (国主).

З 1620 управлявся родом Татібана, що був переведений з Танаґура-хан у провінції Муцу. Цей рід належав до тодзама і мав статус володаря замку (城主). Голови роду мали право бути присутніми у великій залі аудієнцій сьоґуна.
- Ліквідований в 1871.

## Правителі
| №  | Ім'я              | Ім'я     | Роки      | Ранг, титул            | Примітки                        |
| -- | ----------------- | -------- | --------- | ---------------------- | ------------------------------- |
| 1  | Танака Йосімаса   | 田中吉政 | 1600—1609 | 従四位下 筑後守 侍従   | Син Танаки Сіґемаси             |
| 2  | Танака Тадамаса   | 田中忠政 | 1609—1620 | 従四位下 筑後守 侍従   | Четвертий син Танаки Йосімаси   |
| 1  | Татібана Мунесіґе | 立花宗茂 | 1620—1638 | 従四位下 左近将監 侍従 | Старший син Такахасі Сідзутане  |
| 2  | Татібана Тадасіґе | 立花忠茂 | 1638—1664 | 従四位下 左近将監 侍従 | Другий син Такахасі Сідзутане   |
| 3  | Татібана Акітора  | 立花鑑虎 | 1664—1696 | 従四位下 左近将監 侍従 | Четвертий син Татібани Мунесіґе |
| 4  | Татібана Акіто    | 立花鑑任 | 1696—1721 | 従四位下 飛騨守        | Другий син Татібани Акітори     |
| 5  | Татібана Садайосі | 立花貞俶 | 1721—1744 | 従四位下 肥後守 侍従   | Син Татібани Садаакіри          |
| 6  | Татібана Саданорі | 立花貞則 | 1744—1746 | 従四位下 飛騨守        | Другий син Татібани Садайосі    |
| 7  | Татібана Акінао   | 立花鑑通 | 1746—1797 | 従四位下 左近将監 侍従 | Третій син Татібани Садайосі    |
| 8  | Татібана Акіхіса  | 立花鑑寿 | 1797—1820 | 従四位下 左近将監      | П'ятий син Татібани Акінао      |
| 9  | Татібана Акіката  | 立花鑑賢 | 1820—1830 | 従四位下 左近将監      | Старший син Татібани Акікадзу   |
| 10 | Татібана Акіхіро  | 立花鑑広 | 1830—1833 | —                      | Старший син Татібани Акікати    |
| 11 | Татібана Акінобу  | 立花鑑備 | 1833—1845 | 従四位下 左近将監      | Другий син Татібани Акікати     |
| 12 | Татібана Акітомо  | 立花鑑寛 | 1845—1871 | 従二位 左近将監 少将   | Другий син Татібани Хісайосі    |